# Halland-klass
Halland-klass eller Jagare typ Halland var en typ av jagare som tillhörde den svenska marinen. Klassen bestod av två fartyg, HMS Halland och HMS Småland som levererades från Götaverken år 1955 respektive Eriksbergs varv år 1956. Klassen planerades i slutet av 1950-talet att utökas med ytterligare två fartyg (HMS Lappland och HMS Värmland), men på grund av minskade anslag avbeställdes dessa. Fartygen i klassen var de största och tyngst bestyckade jagare som funnits i den svenska marinen. Huvudbestyckningen bestod av två kanontorn med dubbla 12 cm kanoner och de var även som första svenska jagare bestyckade med sjömålsrobotar. HMS Småland utrangerades år 1984 och är sedan dess museifartyg i Göteborg. HMS Halland utrangerades år 1987 och såldes året därpå till Spanien för skrotning. Två fartyg byggdes även som till stor del liknade Halland-jagarna, Siete de Agosto och Veinte de Julio, vilka exporterades till den colombianska marinen.

## Historia

### Bakgrund

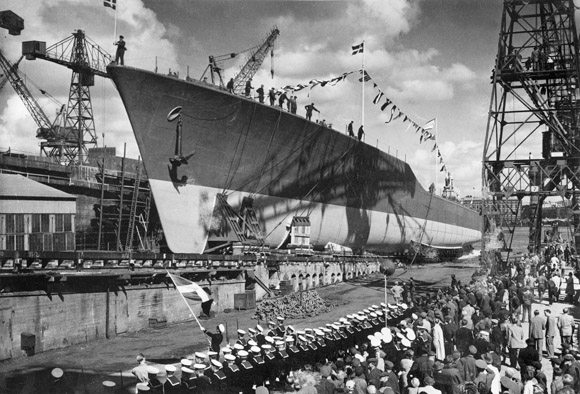
HMS Halland sjösätts den 16 juli 1952.

Efter andra världskriget fanns till en början i världen en stark tro på fred och avspänning och i Sverige tillsattes en kommitté för att utreda hur man skulle övergå till en minskad försvarsorganisation. Under tiden som utredningen pågick eskalerade dock det Kalla kriget och nedrustningsförslaget avvisades. Istället beslutades i Försvarsbeslutet 1948 att flygvapnet skulle förstärkas och armén och marinen skulle moderniseras. I och med Koreakrigets utbrott år 1950 blev detta behov än större och försvarskommittén beslutade att nya Landskapsjagare skulle anskaffas.

### Beställning och byggnation
År 1948 var det nya jagarprojektet fastställt och konstruktionsarbetet för de två planerade jagarna beställdes vid Götaverken i Göteborg, som också fick bygga det första fartyget, Halland. Småland byggdes av Eriksbergs Mekaniska Verkstad, också i Göteborg. Den 16 juli 1952 sjösattes Halland och döptes av Hertigen av Halland, Prins Bertil. Den 23 oktober samma år sjösattes Småland och döptes av amiral Helge Strömbäck.

### Tjänst
År 1955 respektive 1956 levererades de två fartygen till marinen. Till en början utgjorde de tillsammans en jagardivision och blev efter Östergötland-klassens leverans ledarfartyg i jagarflottiljerna, då de redan från början hade utrustats för förbandsledning. Normalt bestod en jagarflottilj av ett fartyg ur Hallandsklassen, två ur Östergötlandsklassen samt sex torpedbåtar. När kryssarna HMS Tre Kronor och HMS Göta Lejon utrangerades i början av 1970-talet blev de båda Halland-klass jagarna flottans största och slagkraftigaste stridsfartyg.

## Utformning

### Övergripande

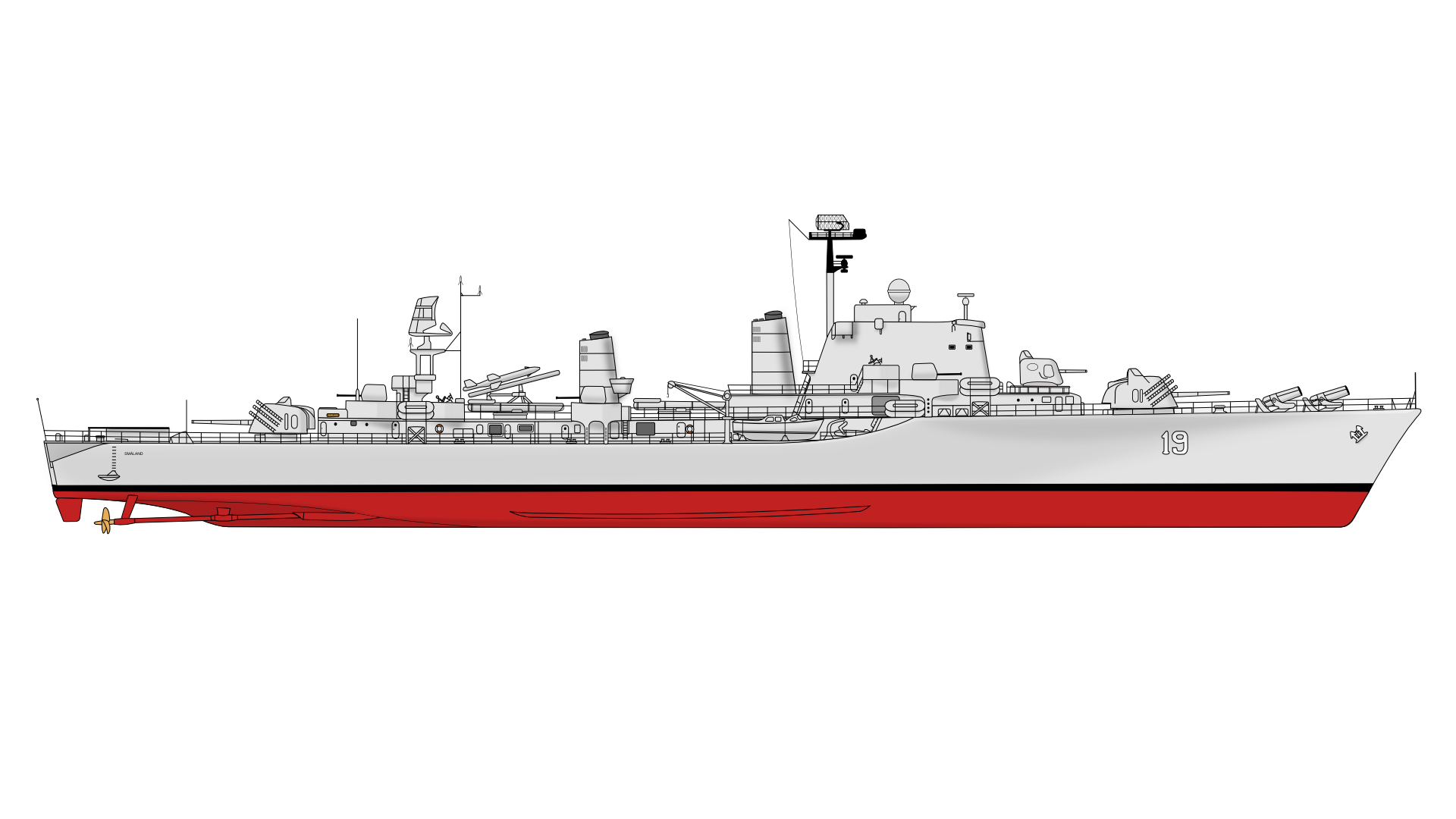
Ritning av HMS Småland.

När man först började skissa på Halland-klassen kallade man den "modifierad Ölandsjagare". Det visade sig dock snart att alla nya vapensystem som skulle inrymmas i fartygen gjorde att den nya klassen skulle komma att bli mycket större än Öland-klassen, och benämningen frångicks. Halland-klassens skrov var utformat med back, det vill säga ett upphöjt fördäck. Från backen och akterut gick en lång överbyggnad vilken gjorde det möjligt för besättningen att nå hela fartyget utan att behöva gå utomhus, och på så vis minimera risken för exponering av radioaktivt nedfall.
Fartygens skrov var bepansade i sidorna och i däcken kring maskinutrymmet. För att öka säkerheten fanns dessutom till skillnad från på Öland-klassen inga fönsterventiler i skrovet. Överbyggnaderna på de svenska jagarna hade alltsedan stadsjagarnas tillkomst ofta byggts i lättmetall, men erfarenheter hade visat att i händelse av brand ombord mjuknade metallen fort och kunde smälta. Man återgick därför i Halland-klassen till stålkonstruktioner. För att spara vikt använde man sig av korrugerade plåtar plåtar i stället för svetsade fästen och profiler.

### Maskineri
Halland-klassens maskineri utgjordes av ångpannor och ångturbiner. Utformningen var detsamma som i kryssarna, vilket innebar att längst förut låg ett pannrum med ett rum med ångturbiner bakom. Akter om detta turbinrum låg ytterligare ett pannrum med turbinrum bakom. Jagartyperna före Halland-klassen hade haft båda turbinrummen placerade akter om pannområdet, vilket gjorde maskineriet mer sårbart vid beskjutning. Turbinerna var två till antalet och arbetade med ett ångtryck på 40 bar och en överhettningstemperatur på 420 °C. Effekten var totalt 58 000 hästkrafter, vilket gav fartygen en maxhastighet av 35 knop (knappt 65 km/h).

## Bestyckning

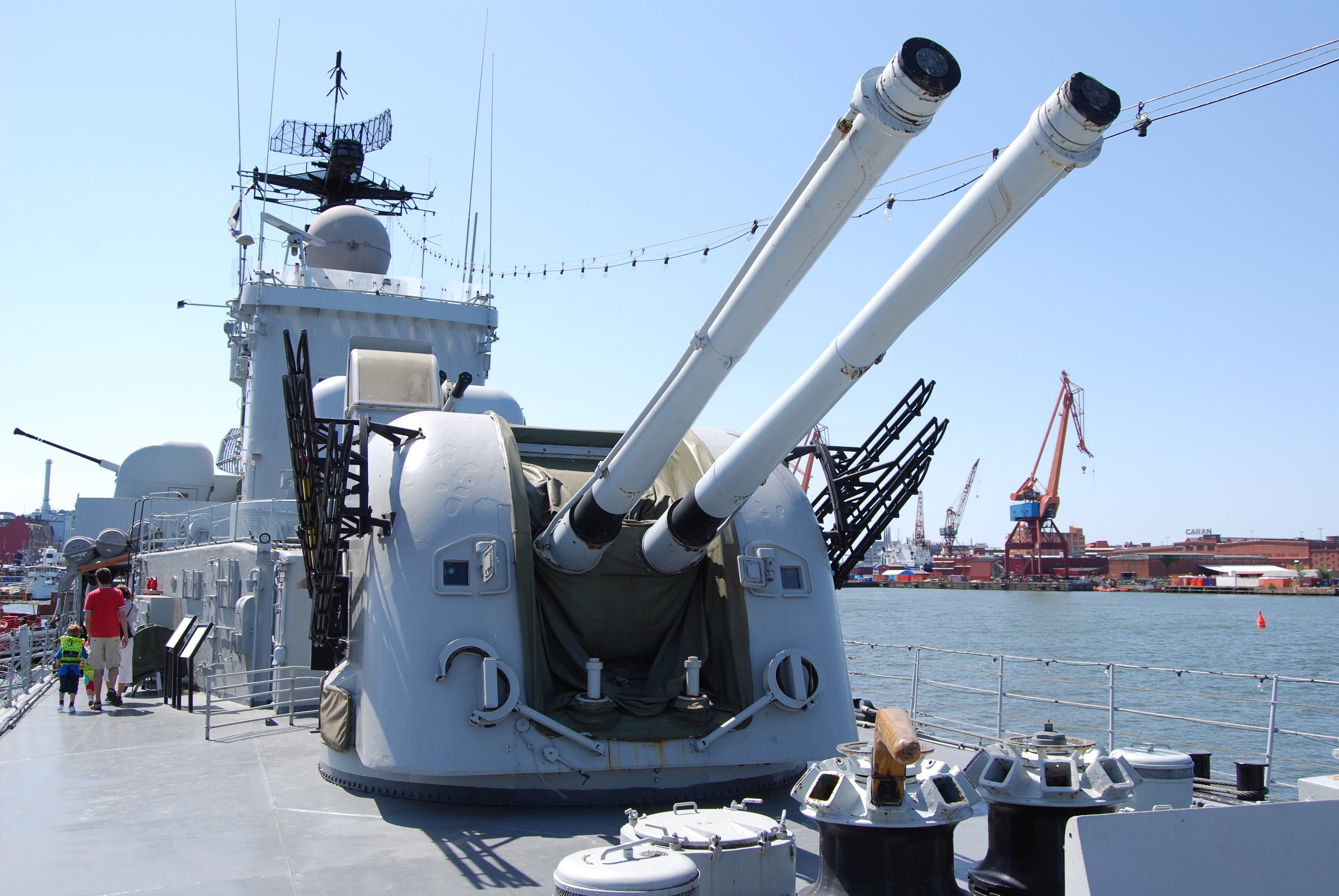
Huvudartilleriets förliga dubbeltorn för 12 cm akan M/50.

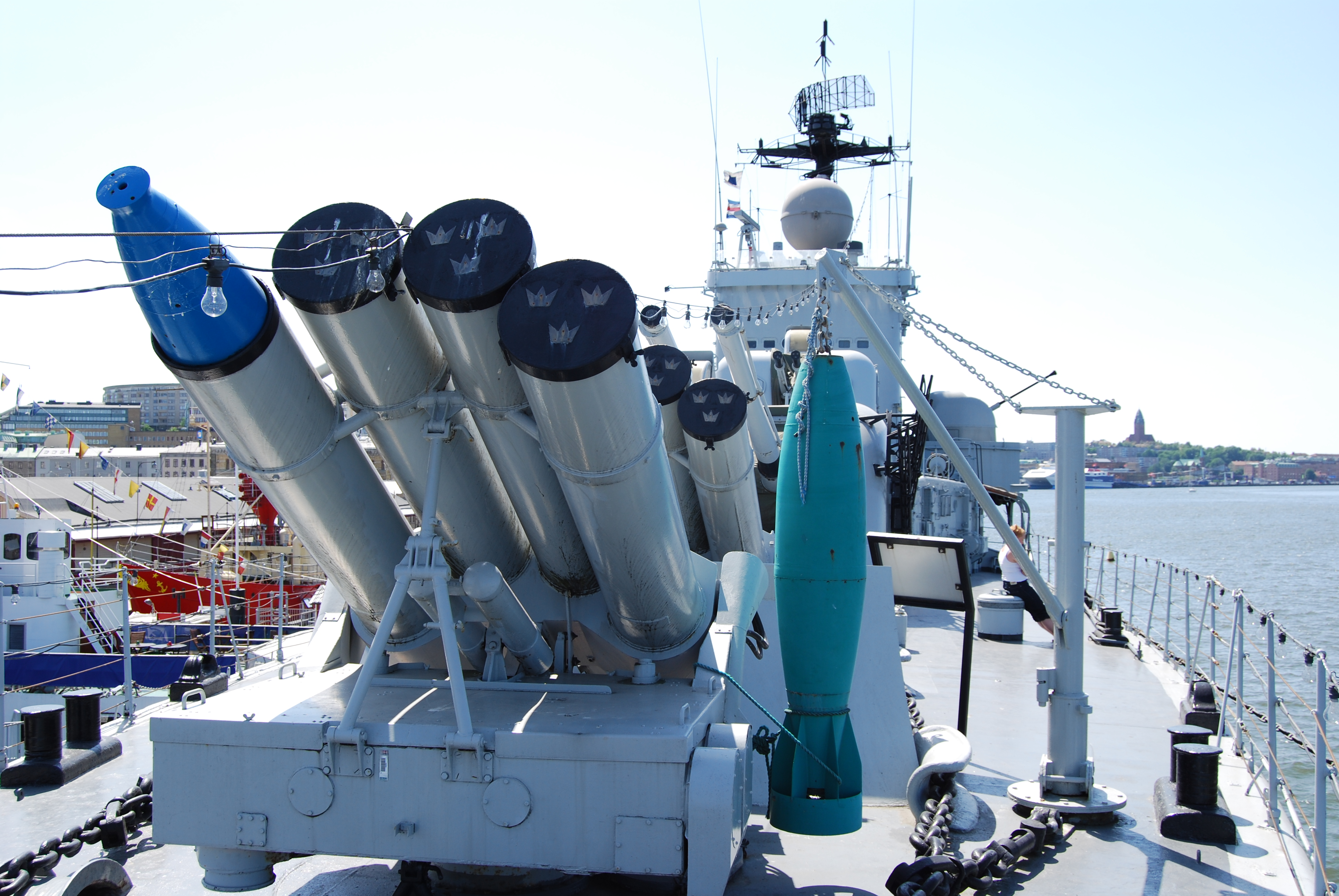
Ett av de två ställen för 37,5 cm antiubåtraketpjäs M/50.

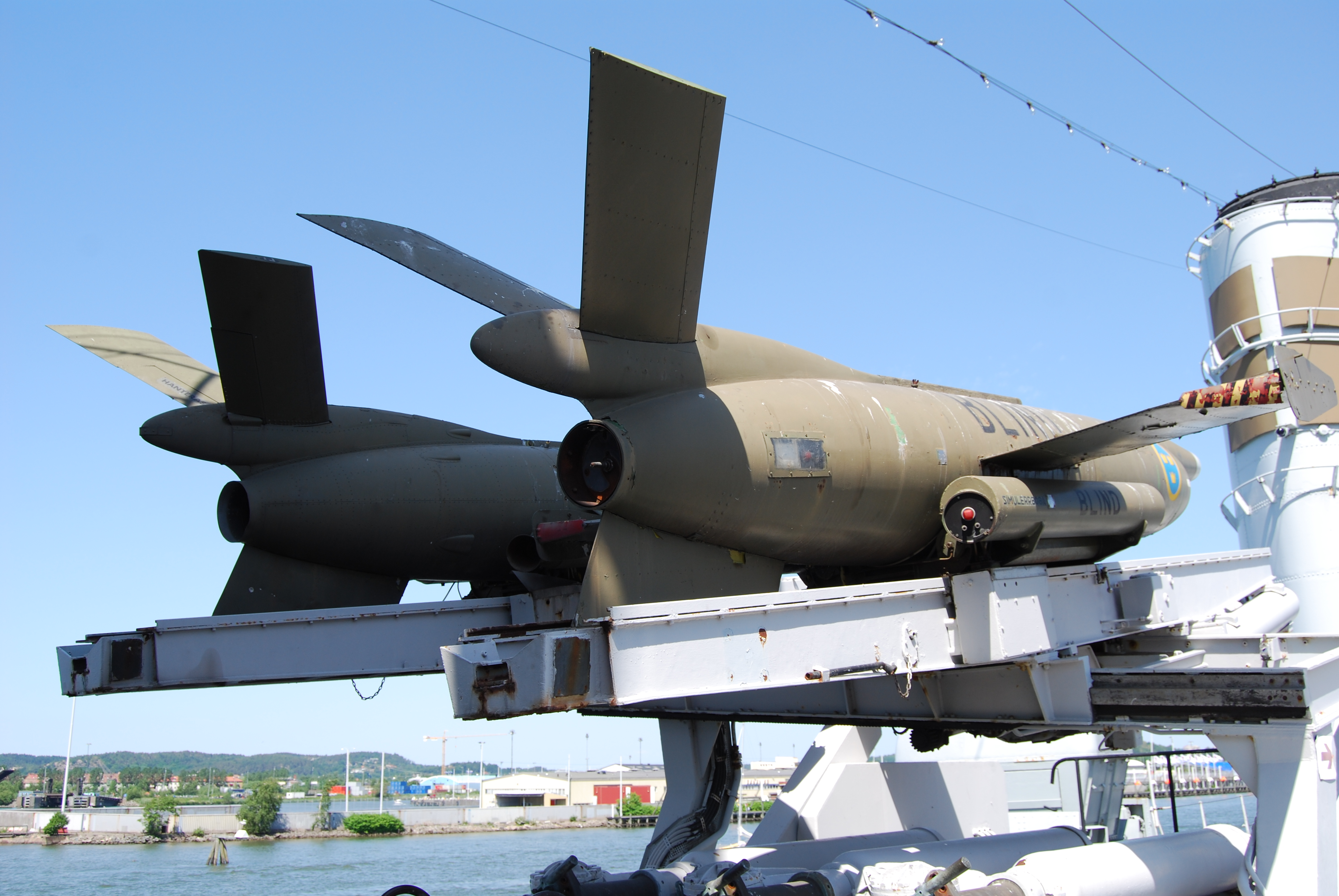
De två anfyrningsramperna för Robot 08.

### Artilleri
Huvudbestyckningen bestod av två stycken helautomatiska dubbla 12 cm kanoner m/50 som från början riktades från ett centralsikte, vilket senare ersattes med ett nytt artilleriradarsikte kopplat till radarn. Kanonerna var av en ny typ vilken gav en eldhastighet av upp emot 40 skott i minuten, till skillnad från de 10 skott per minut som stadsjagarnas 12 cm kanoner klarade. Den vanligaste anfallsmetoden som tillämpades var att man rusade mot målet under automateld från förliga tornet med två hela magasin (52 skott), skjutgirade för att avfyra torpeder och samtidigt gav eld med två magasin från vardera tornet, och därefter slog reträtt med eldgivning från aktra tornet med två magasin. Då kanontornen hade dubbla ammunitionshissar kunde man ständigt ha en hiss laddad med luftvärnsammunition för att snabbt kunna skifta vid behov.
Sekundärbestyckningen bestod av en dubbel 57 mm och sex enkla 40 mm luftvärnsautomatkanoner. Den förra leddes till en början från ett centralsikte på bryggan och senare av en digital eldledning inrymd i den karaktäristiska radomen över bryggdäck. Till en början fanns en lysraketautomat på akterdäck men då man sedermera ansåg sig kunna lita alltmer på radarn ersattes denna av ett lågt däckshus med helikopterplatta på taket.

### Torpedsystem
Halland-klassens fartyg var bestyckade med åtta torpedtuber i två torpedställ. Från början fanns fyra tuber i varje ställ men när robotsystemet installerades ändrades arrangemanget så att det förliga fick tre och det akterliga fem. Torpederna avlossades från fartygen med hjälp av krutladdningar för att de med säkerhet skulle nå över däckskanten.

### Ubåtsjakt
För ubåtsjakt var fartygen försedda med en hydrofon inrymd i en dom under förskeppet som kunde föras in i skovet när hydrofonen inte användes. Hydrofonen stördes inte av jagarens eget propellerljud, men i farter över 20 knop störde vattenströmningen runt domen förmågan att uppfatta ljud. Då ubåt upptäckts kunde man från en eldledningscentral i fören avfyra åtta stycken 100-kilos laddningar från två 37,5 cm antiubåtraketpjäs M/50 som stod på backdäck. Laddningarna kunde skjutas iväg 300–1200 meter och landade i ett mönster runt, ovan och under målet.

### Robotar
Halland-klassen var den första och enda svenska jagarklass bestyckad med sjömålsrobotar. Försök gjordes först med Robot 315, men efter cirka 80 provskott avvecklades projektet och jagarna bestyckades sedermera med Robot 08. Robot 08 var en jetmotordriven sjömålsrobot med lång räckvidd och radarmålsökare. Roboten utvecklades av Saab tillsammans med det franska företaget Nord Aviation. När robot 08 var färdigutveklad var det västvärldens första sjömålsrobot. Robotanläggningen siktades med hjälp av en luftspaningsradar i fartygens aktra del. Avfyrningssystemet bestod av en lavett med dubbla startbanor.

## Fartyg

### HMSHalland
Halland byggdes vid Götaverken i Göteborg och sjösattes den 16 juli 1952 då hon döptes av Prins Bertil, hertigen av Halland. Efter ett utdraget arbete med utrustningsarbete och installation av alla komponenter, levererades fartyget den 8 juni 1955 till Marinen.
Halland avrustades år 1982 och lades i malpåse till den 30 juni 1987, då hon utrangerades. År 1988 såldes hon för skrotning i Spanien.

### HMSSmåland
Småland byggdes vid Eriksbergs Mekaniska Verkstads AB i Göteborg och sjösattes den 23 oktober 1952 då hon döptes av amiralen Helge Strömbäck. Även för Småland blev arbetet med utrustning och installation utdraget, och den 12 januari 1956 levererades fartyget till Marinen.
Småland togs ur tjänst år 1979 och utrangerades den 1 juli 1984. År 1987 överlämnades hon till Göteborgs Maritima Centrum, där hon fortfarande år 2019 ligger som museifartyg.

## Bildgalleri

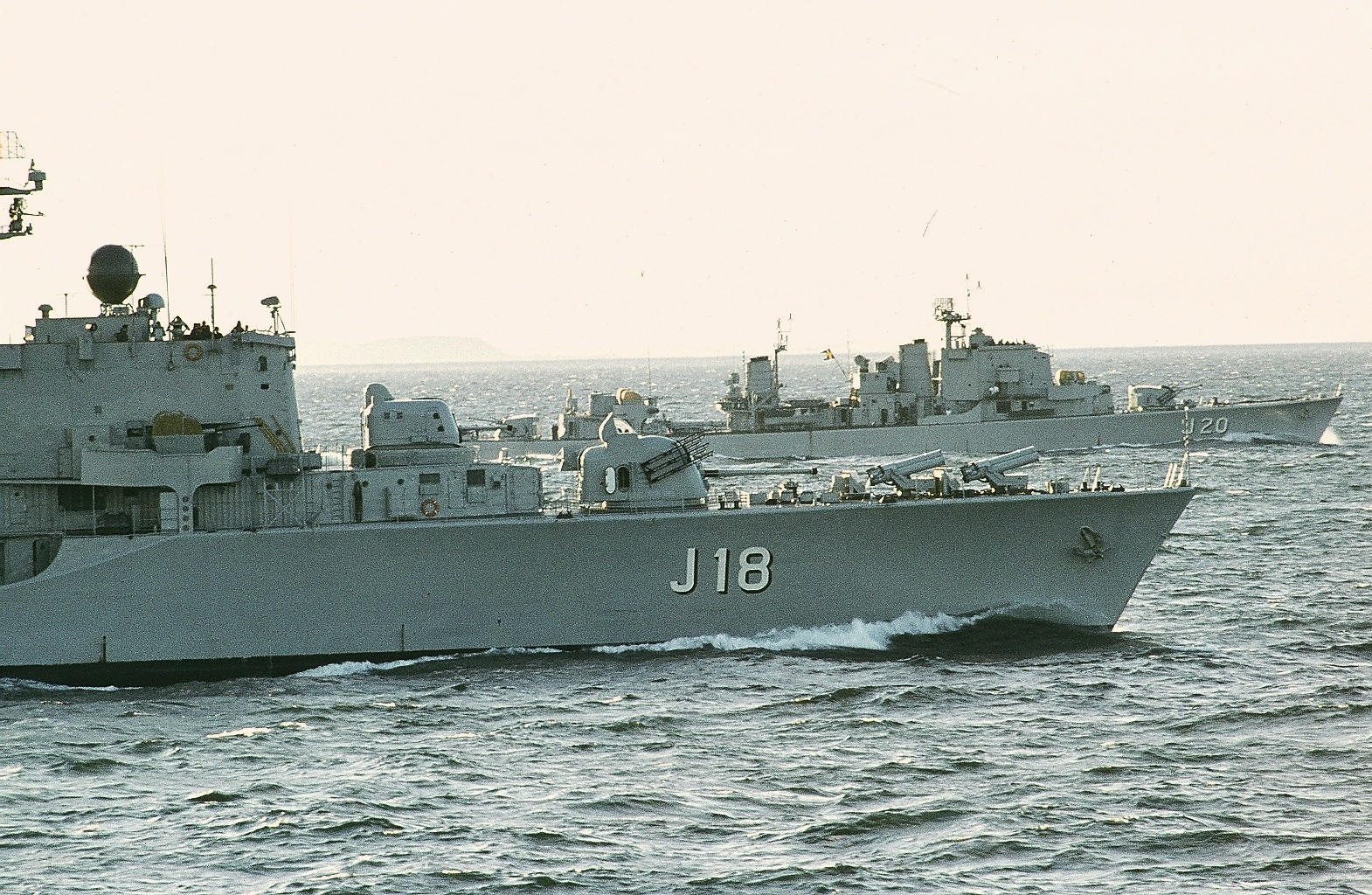
Halland under gång tillsammans med HMS Östergötland (J20)
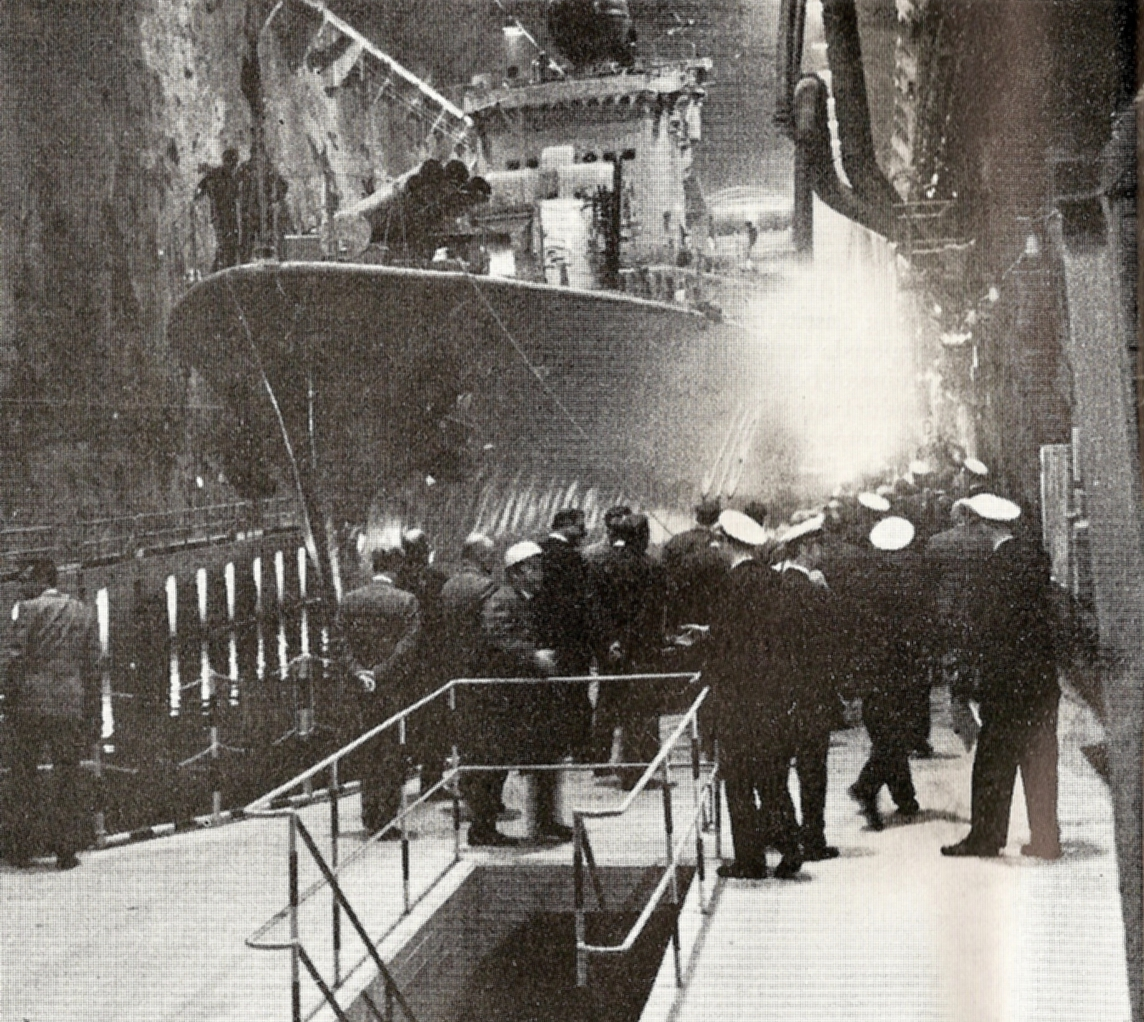
Småland i en av Musköbasens fartygstunnlar
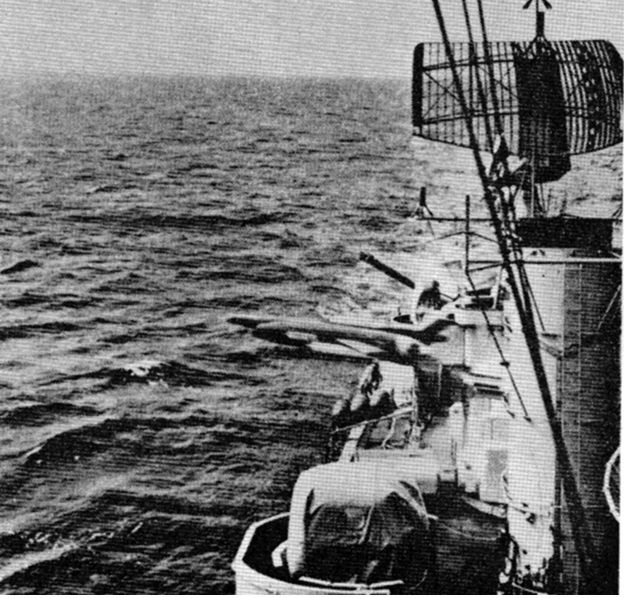
Avfyrning av sjömålsrobot
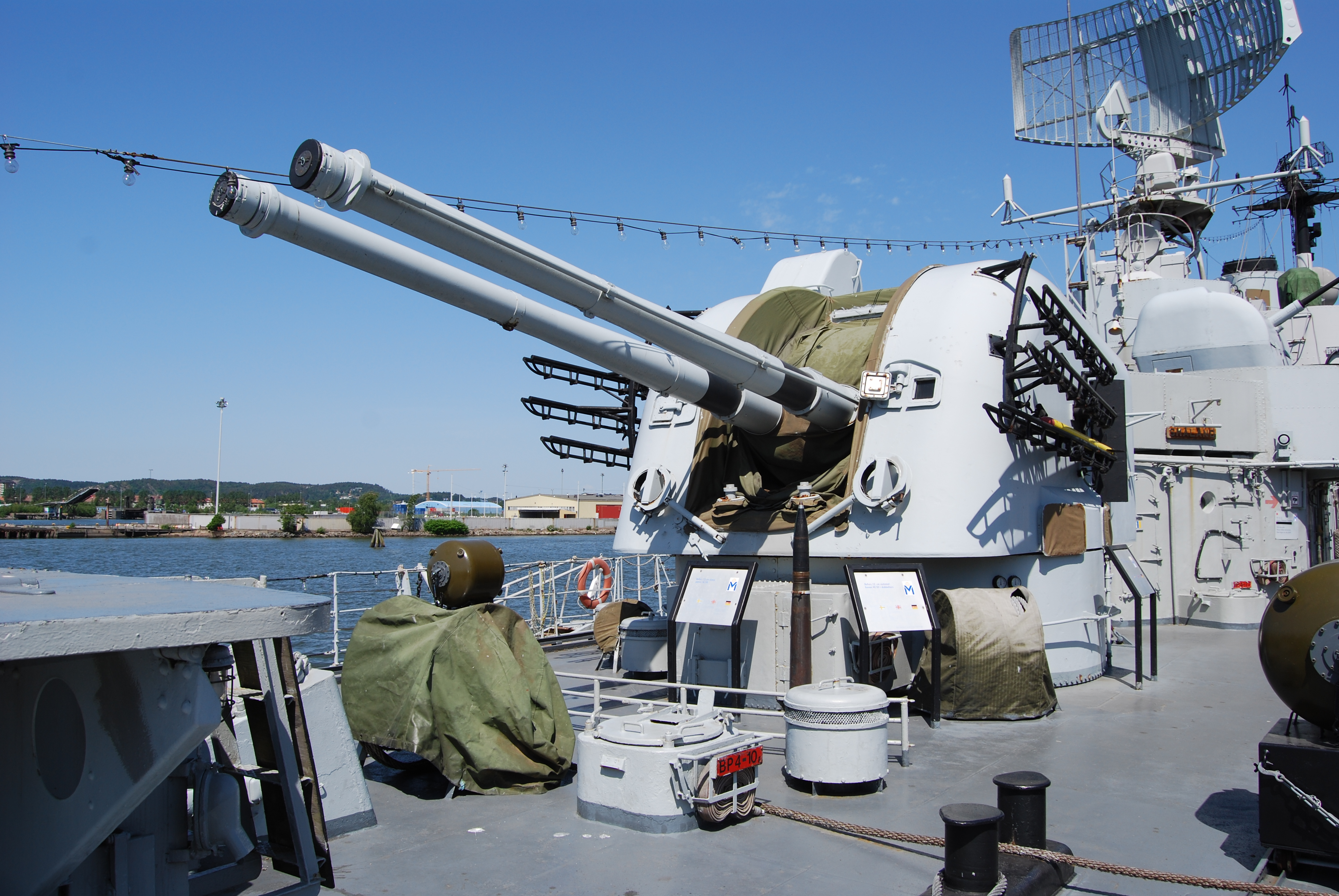
Huvudartilleriets aktra 12 cm dubbeltorn
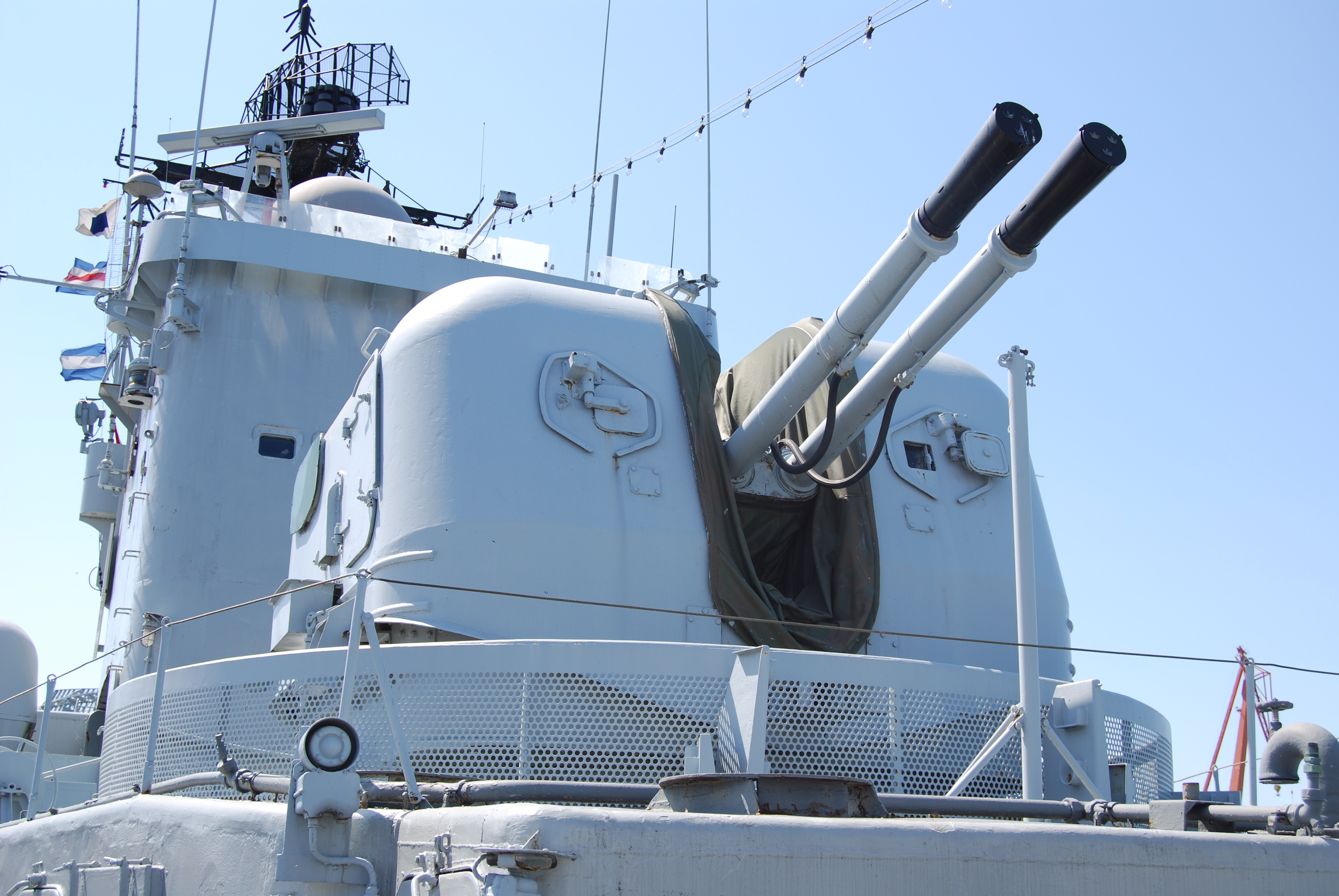
Sekundärartilleriets 57 mm dubbeltorn
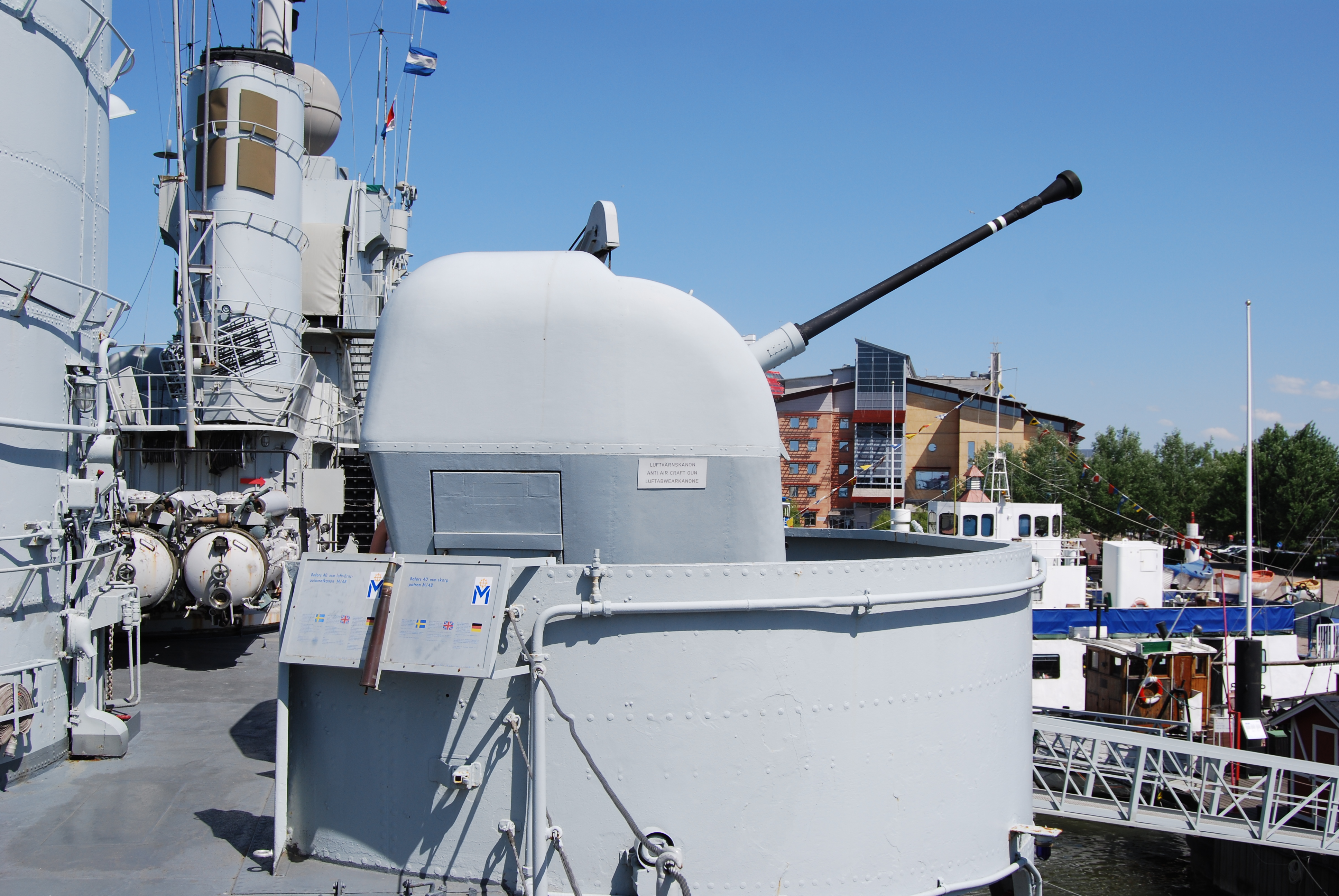
En av luftvärnsartilleriets 40 mm kanoner
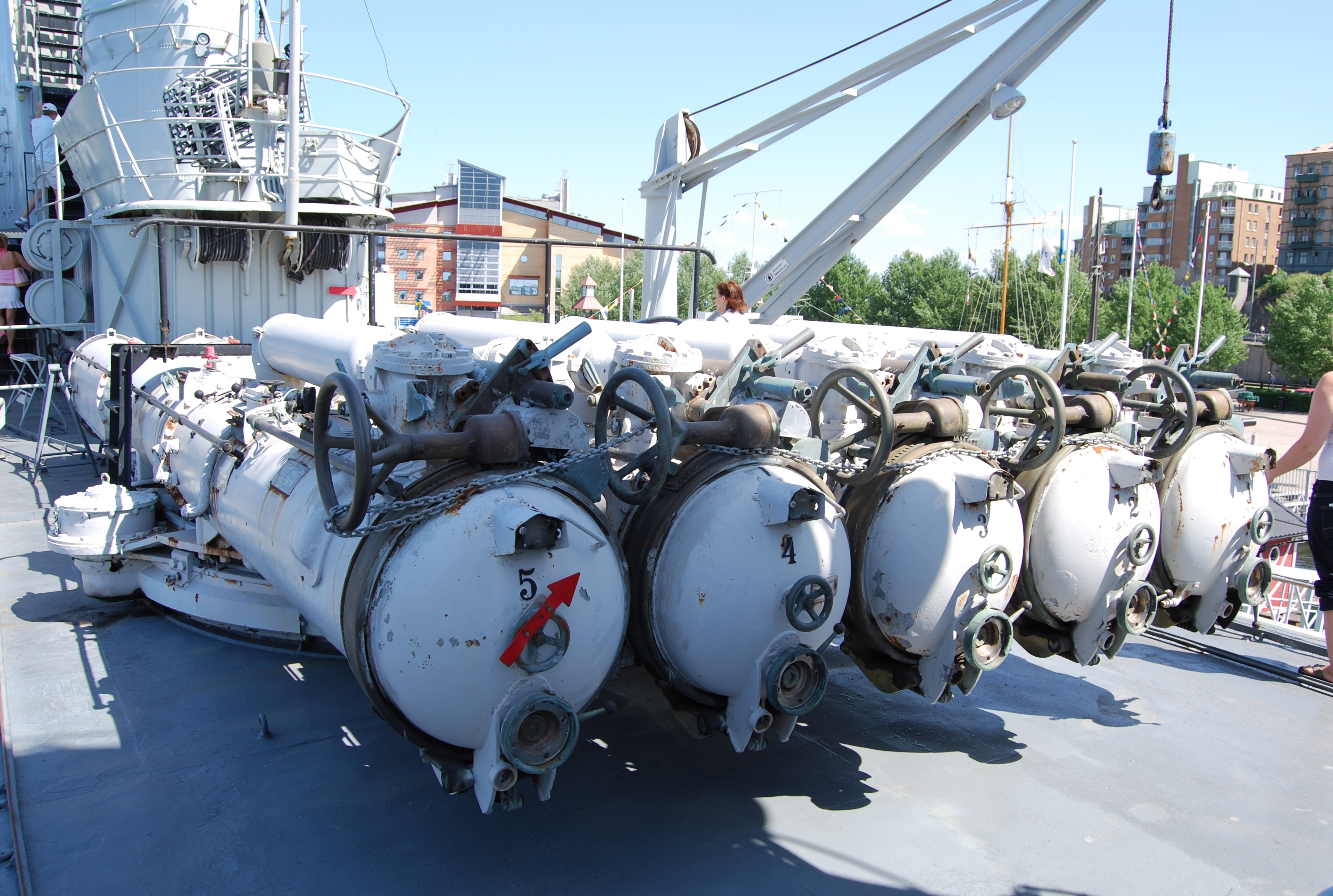
Det förliga torpedtubsstället
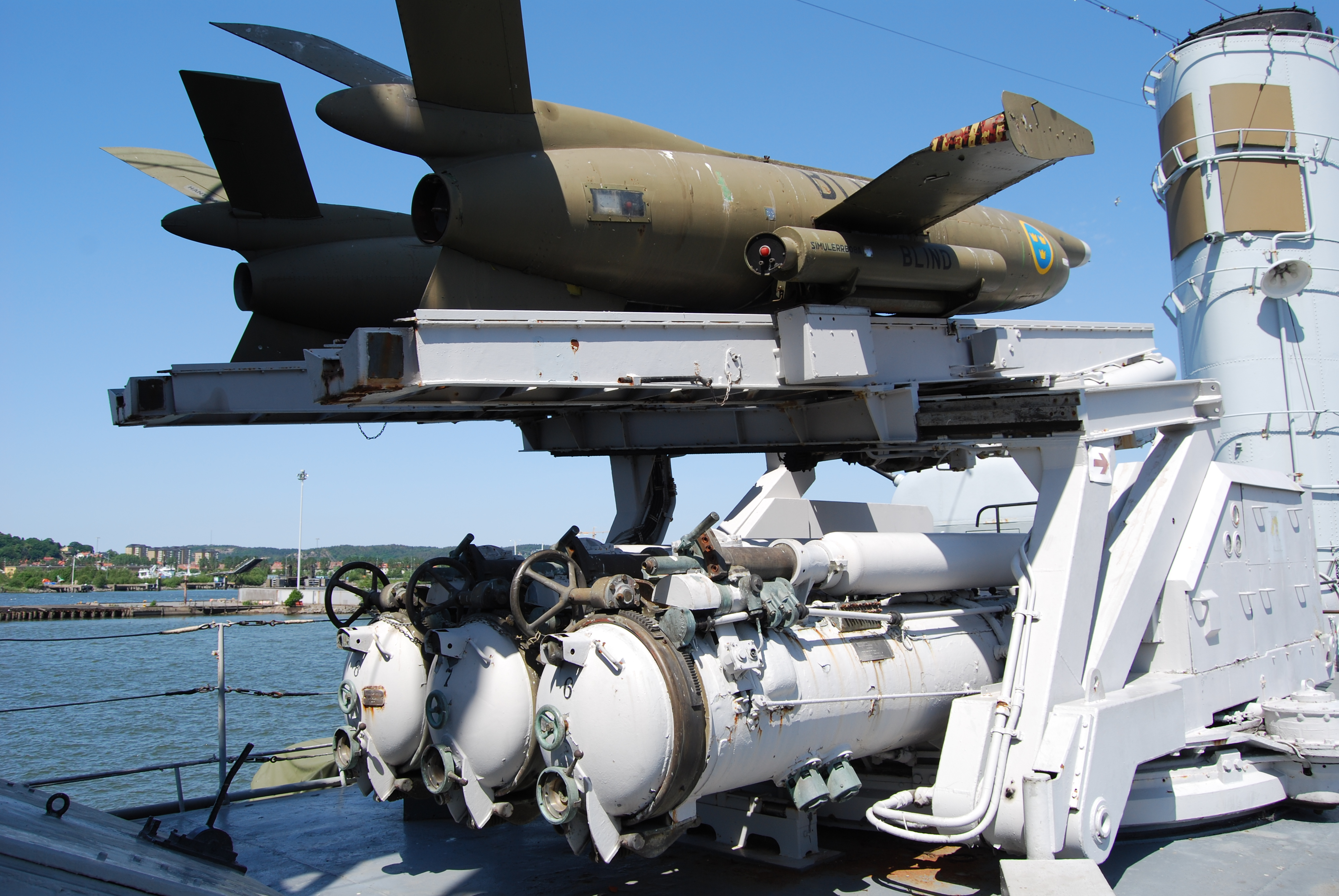
Aktra torpedtubsstället, med robotramperna monterade upp på
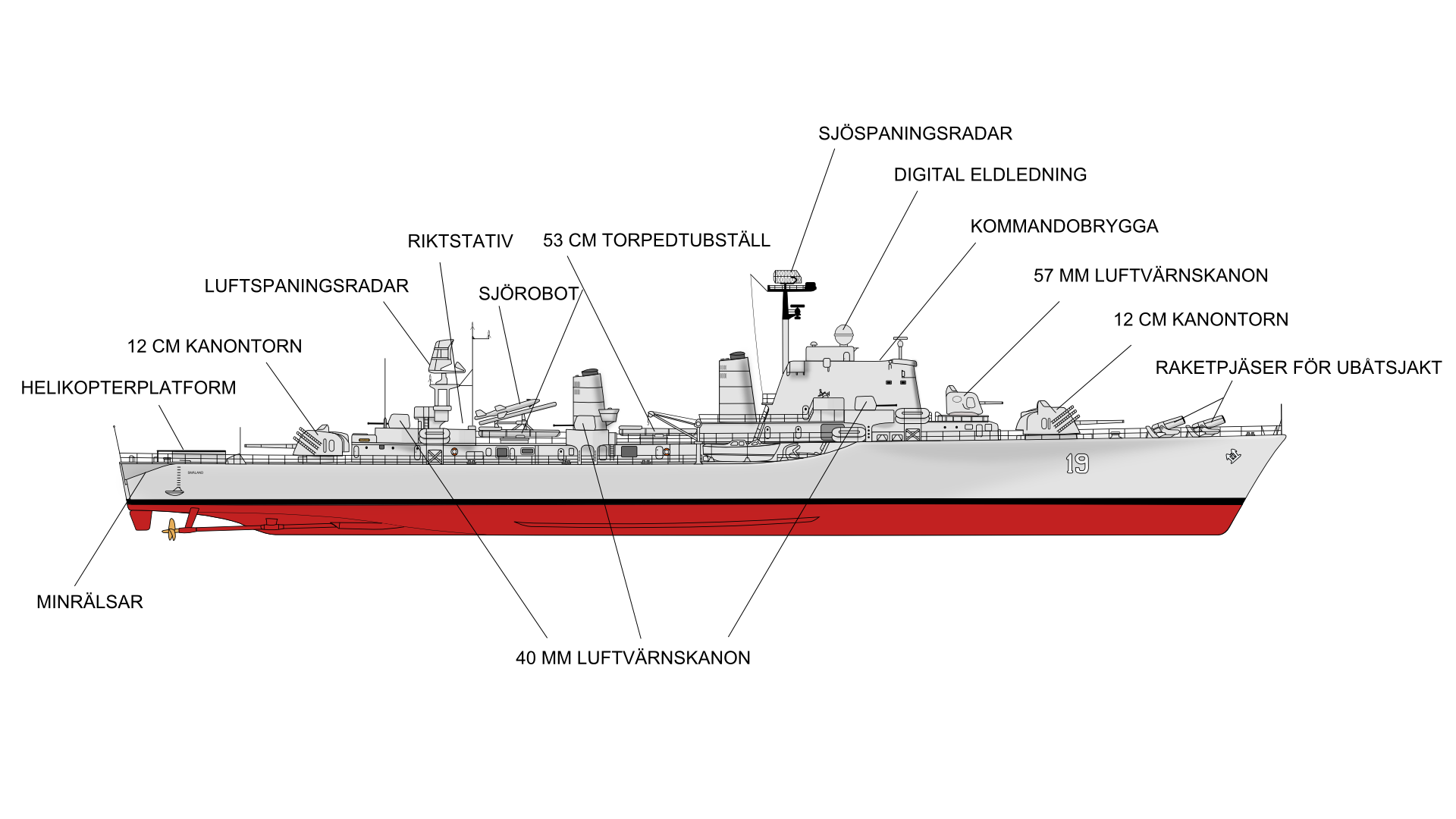
Ritning av Småland med vapnen utmärkta
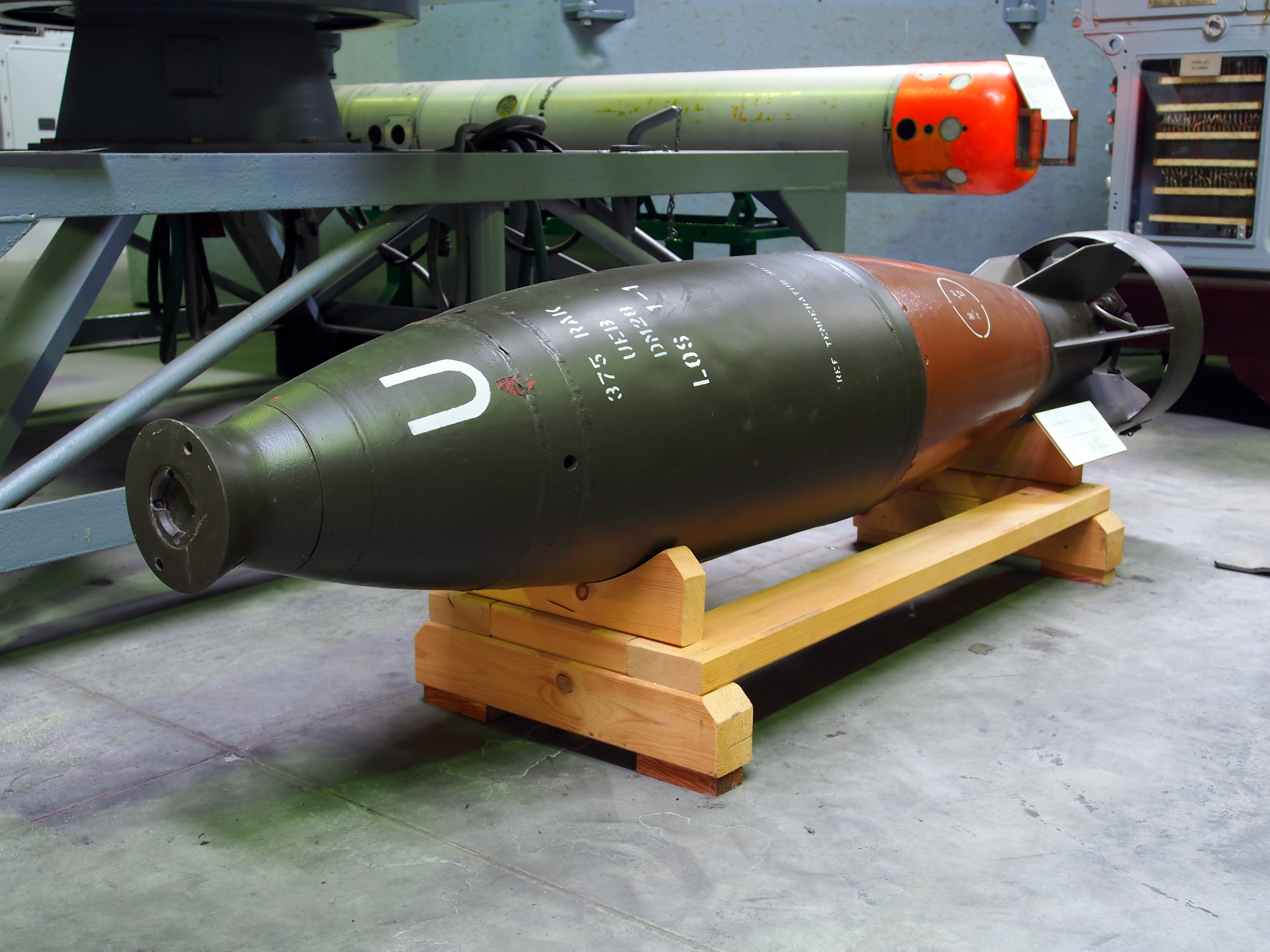
Antiubåtsraket